# George Michael
George Michael (født Georgios Kyriacos Panayiotou, 25. juni 1963, død 25. december 2016 i Goring-on-Thames) var en britisk popsanger, sangskriver og producer. Han solgte mere end 126 millioner album på verdensplan, og havde flere top ti-hits end The Beatles. I 2004 blev han endvidere kåret som den absolut mest spillede kunstner i britisk radio over en periode på 20 år (1984-2004).
George Michael var selvlært i branchen, og havde ud over grundskolen ingen formel uddannelse. I barndommen spillede han violin i syv år, og senere lærte han sig at spille klaver, guitar og bas. Sammen med barndomsvennen David Austin spillede George også undergrundsmusik i London efter skole, i et forsøg på at tjene lidt småskillinger.
Den musikalske inspiration fandt George Michael blandt andet i gamle Motown- og soulplader, og i legendariske britiske kunstnere som Beatles, Rolling Stones, Led Zeppelin, Queen og Elton John.
Han nåede at give 8 koncerter i Danmark, som foregik i en udsolgt Parken for 49.000 mennesker, lørdag 11. november 2006 og på en ligeledes udsolgt NRGi Park i Århus for 64.000 mennesker over to dage, 18. maj og 19. maj 2007 samt 30. august 2008 i Parken. Han spillede tre koncerter i Jyske Bank Boxen i Herning 29. august, 31. august og 2. september 2011, og en koncert i Forum Copenhagen i København 3. september 2011. En del af hans berømte "Faith"-album blev indspillet i Puk Studiet i Randers i 1987.
George Michael boede til daglig i Highgate i London, sammen med sin partner siden 1996, den amerikanskfødte galleriejer Kenny Goss (født 1958). Sangeren var berygtet for at være et meget privat og mediesky menneske, der i lange perioder insisterede på at holde sig helt væk fra rampelyset. Et forhold som til dels skyldes, at Michael gennem en stor del af sit voksenliv kæmpede med både angst og depressioner.

## Wham!
Født Georgios Kyriacos Panayiotou i East Finchley, London, af en græsk cypriotisk far og en engelsk mor. Michael begyndte sin karriere med at stifte et band ved navn The Executive sammen med sine bedste venner David Austin og Andrew Ridgeley, en klassekammerat på Bushey Meads School, men bandet eksisterede kun kort tid.
Det var først, da han dannede duoen Wham! også sammen med Ridgeley i 1981, at han fik succes med sit band. Deres første album, Fantastic!, var en succes med det samme, og indenfor mindre end et år kom deres debut single, Wham Rap! (Enjoy What You Do), og deres anden single, Young Guns (Go For It), blev den første i en række af Top 10 hits på UK Singles Chart. Kort tid efter kom singlerne Bad Boys, Club Tropicana, Wake Me Up Before You Go Go, Freedom, Last Christmas/Everything She Wants, I'm Your Man og et andet album, Make It Big.
George sang også på den originale Band Aid indspilning af Do They Know It's Christmas fra 1984.
Pga. succes med soloudgivelserne Careless Whisper (1984) og A Different Corner (1986) opstod der rygter om snarlig opløsning af Wham! , og Wham! blev opløst i sommeren 1986 efter en afskedssingle, The Edge Of Heaven og et album, samt en udsolgt koncert på Wembley Stadium (over 1 million mennesker ansøgte om de 72.000 billetter).

## Solokarriere
Hans debutalbum som soloartist Faith indeholder et af hans største hits nemlig sangen "Faith". Albummet blev nummer et på begge sider af Atlanten og fire sange fra albummet blev nummer et hits på single. I 1990 udgav han albummet Listen Without Prejudice Vol.1. På dette album findes hitsene Praying For Time, Freedom '90 og Heal The Pain. Pga. personlige problemer gik der lang tid inden George Michael igen var aktuel med et nyt album. Det blev han igen i 1996 med albummet Older, der indeholder hits som Fastlove og Jesus To A Child. I 1999 Udgav han albummet Songs From The Last Century. Dette var et jazzalbum med nyfortolkninger af andres hits igennem det 20. århundrede, heriblandt Brother Can You Spare A Dime, Miss Sarajevo, The First Time Ever I Saw Your Face og Roxanne. Siden da gik der indtil 2004 inden George Michael var klar med et nyt album. Denne gang hed albummet Patience. Af hits fra dette album tæller bl.a. Amazing, Freeek! '04, Flawless (Go To The City) og Shoot The Dog.

## Død
George Michael døde 25. december 2016 af en blanding af hjerteproblemer og fedtlever. Han blev 53 år. Nogle fans og nære venner mener, at han begik selvmord, men denne teori blev afvist efter at en retsmediciner fastlagde hans dødsårsag.
George Michael havde ingen børn, så arven fra hans store karriere gik til især hans to søstre, Yioda og Melanie. Hans formue var på omkring 825 mio. dollars efter hans død, som også gik til syv venner, men ingen af hans tidligere partnere.

## Diskografi

### Solo
- Faith (1987)
- Listen Without Prejudice Vol. 1 (1990)
- Older (1996)
- Songs from the Last Century (1999)
- Patience (2004)

#### Livealbums
- Symphonica (2014)

### medWham!
- Fantastic (1983)
- Make It Big (1984)
- Music from the Edge of Heaven (1986)